# Albartus Gerhardus Wijers
Albartus Gerhardus Wijers (Zutphen, 23 september 1816 - Amersfoort, 15 oktober 1877) was een Nederlandse burgemeester.

## Loopbaan
Wijers was een zoon van Willem Wijers en Antonetta Elisabeth Stumph. Hij studeerde rechten en werd advocaat. Hij trouwde in 1845 met Maria Johanna Elisabeth Dornseiffen (1817-1846) en in 1851 met Philippina Aletta Johanna Methorst (1830-1862)
Wijers vestigde zich in Amersfoort, waar hij gemeentesecretaris werd. Hij was ook secretaris van de Kamer van Koophandel. Nadat burgemeester Anthony Dirk Methorst (een aangetrouwde oom) in januari 1852 aftrad, wenste men in de plaatselijke krant "dat Amersfoort eindelijk eens een Burgemeester moge erlangen, die, de openbaarheid niet behoevende te schromen, bij eenen goeden wil tot bevordering van de belangen der gemeente, genoegzame bekwaamheid en zelfstandigheid bezit, om deze hoogst gewigtige en tevens moeijelijke betrekking, naar eed en pligt te vervullen!".
Men hoefde niet ver te zoeken, Wijers werd burgemeester in zijn plaats en zou dat 25 jaar lang blijven. Hij was daarnaast lid van de Provinciale Staten.
Wijers werd in 1853 benoemd tot Ridder in de Orde van de Nederlandse Leeuw. Hij overleed op 61-jarige leeftijd. In Amersfoort werd de Wijersstraat naar hem vernoemd.